# Cross Creek (Pensilvania)
Cross Creek es un lugar designado por el censo ubicado en el condado de Washington en el estado estadounidense de Pensilvania. En el año 2010 tenía una población de 137 habitantes y una densidad poblacional de 152,2 personas por km².

## Geografía
Según la Oficina del Censo de los Estados Unidos, Cross Creek tiene una superficie total de 0,36 mi² (0,9 km²), de la cual 0,36 mi² (0,9 km²) corresponden a tierra firme y 0 mi² (0 km²) es agua.